# Pentispa atrocaerulea
Pentispa atrocaerulea es una especie de insecto coleóptero de la familia Chrysomelidae.
Fue descrita científicamente en 1894 por George Charles Champion.